# Arbetarnas Idrottsförbund i Finland
Arbetarnas Idrottsförbund i Finland (AIF) r.f. (finska: Suomen Työväen Urheiluliitto) är en samarbetsorganisation för den organiserade arbetaridrottsrörelsen i Finland. Förbundets kansli ligger i Helsingfors.
Förbundet bildades den 26 januari 1919 och är i dag en av Finlands största folkrörelseorganisationer. Det huvudsakliga syftet med att grunda förbundet var att stärka arbetarrörelsen. Under den stora konflikten inom den finländska socialdemokratiska rörelsen tillkom 1959 även Arbetaridrottsföreningarnas centralförbund, vilket existerade till 1979.
1993 gjordes en omstrukturering av idrottsrörelsen i Finland varvid Finlands tre självständiga riksidrottsförbund slogs samman till ett,  Finlands Idrott . Arbetarnas Idrottsförbund i Finland var ett av dessa tre förbund som inordnade sig i Finlands Idrott. Efter fusionen med Finlands Idrott fungerar AIF som en intressebevakare för den organiserade arbetaridrottsrörelsen i Finland. AIF är tillika anslutet till Confédération Sportive du Travail/International Labour Sports Federation (CSIT).
Förbundet är medlem av Finlands olympiska kommitté.
Arbetarnas Idrottsförbunds nuvarande (2022) ordförande är Lasse Mikkelsson. AIF har för närvarande (2009) drygt 300 000 medlemmar fördelade i 1 105 idrottsföreningar och i 59 olika sporter. Förbundet ger ut medlemstidningen ”TUL-lehti” åtta gånger per år.
Förhållandet mellan den etablerade idrottsrörelsen i Finland och Arbetarnas Idrottsförbund var under lång tid mycket kylig. Enligt finskspråkiga Wikipedia uttogs till exempel inga idrottare från Arbetarnas Idrottsförbund på 1920- och 1930-talen till internationella tävlingar. Det kyliga förhållandet bottnade i det inbördeskrig som utkämpades i Finland 1918.

### Fotnoter
1. ↑   (svenska) Finlands Idrotts webbplats Arkiverad 16 februari 2009 hämtat från the Wayback Machine.
2. ↑  ”Jäsenet” (på finska). Finlands olympiska kommitté. https://www.olympiakomitea.fi/olympiakomitea/suomen-olympiakomitea-ry/jasenet/. Läst 13 mars 2020.